# State Street Sadie
State Street Sadie é um filme de drama policial produzido nos Estados Unidos e lançado em 1928 dirigido por Archie Mayo. É atualmente considerado filme perdido.